# Сезона лова (филм из 2006)
Сезона лова (енгл. Open Season) амерички је рачунарски-анимирани хумористички филм, редитеља Роџера Алерса и Џил Калтон из сценарија Стива Бенчића, Рона Фридмана и Нета Модлина. Гласове ликовима позајмљују Мартин Лоренс, Ештон Кучер, Гари Синис, Дебра Месинг, Били Коноли, Џон Фавро, Џорџија Енгел, Џејн Краковски, Гордон Тутусис и Патрик Ворбертон. Његова радња прати Буга, припитомљеног гризлија који се удружује са јеленом са једним роговима по имену Елиот и другим шумским животињама да би победио људске ловце.
Филм Сезона лова продуциран је као дебитантски филм Sony Pictures Animation-а и издат је у биоскопима 29. септембра 2006. године, дистрибутера -а. Српска премијера филма била је 7. и 8. октобра 2006. године у Центру Сава. Филм је биоскопски издат 26. октобра 2006. године у Србији, дистрибутера -а. Српску синхронизацију радио је студио Мириус.
Упркос мешовитим критикама филмских критичара, филм је позитивно поздрављен од публике и постигао је успех на благајнама, зарадивши 200,8 милиона долара наспрам буџета од 85 милиона долара и прате га три direct-to-video наставка: Сезона лова 2, Сезона лова 3 и Сезона лова: Уплашени блесан.

## Радња
Буг (Мартин Лоренс; Бранислав Трифуновић) живи савршеним животом. У мирном градићу Тимберлајн генијални гризли ужива у свакаквим удобностима, захваљујући својој старатељки Бет (Дебра Месинг; Наташа Марковић), добродушној шумарки која га је спасла када је био мече. Буг ужива и у слави као звезда Бетиног природњачког спектакла у градском амфитеатру; у њеној гаражи Буг гледа своје омиљене ТВ емисије, једе осам оброка дневно и сваке ноћи гнезди се у удобном кревету уз свог плишаног мецу. Да, Буг има скоро савршен живот—док се не појави Елиот.
Елиот (Ештон Кучер; Горан Јевтић) је жгољави брбљиви лос, који у град стиже онесвешћен, без једног рога и привезан за хаубу камиона који припада фанатичном ловцу Шо (Гари Синис; Стефан Капичић). Када се пробуди, Елиот моли Буга да га одвеже. Његове рафалне молбе је тешко игнорисати и Буг га ослобађа. Као доказ да ниједно добро дело не прође некажњено, Елиот прати Буга кући и одвлачи га у ноћни провод ван града—због чега обојица бивају протерани у шуму.
Буг се буди у дивљини и у паници због тога што је толико далеко од удобности дома. Када Елиот обећа да ће му помоћи да нађе пут назад у Тимберлајн у замену за мало простора у његовом дому, очајни медвед невичан преживљавању нема избора осим да пристане на то партнерство. С почетком сезоне лова, Буг и Елиот морају пре свега да преживе. Необични пар креће на урнебесно путовање уз помоћ разних животиња како би се осветио ловцима и учинио шуму поново безбедном за њене четвороножне становнике.

## Улоге
| Улога     | Оригинални глас  | Српски глас          |
| --------- | ---------------- | -------------------- |
| Буг       | Мартин Лоренс    | Бранислав Трифуновић |
| Елиот     | Ештон Кучер      | Горан Јевтић         |
| Шо        | Гари Синис       | Стефан Капичић       |
| Бет       | Дебра Месинг     | Наташа Марковић      |
| Мексквизи | Били Коноли      | Горан Пековић        |
| Рајли     | Џон Фавро        | Горан Пековић        |
| Боби      | Џорџија Енгел    | Владислава Ђорђевић  |
| Жизела    | Џејн Краковски   | Владислава Ђорђевић  |
| Горди     | Горон Тутусис    | Драган Вујић         |
| Ијан      | Патрик Ворбертон | Ненад Стојменовић    |
| г. Вини   | Коди Камерон     | Лако Николић         |
| Серж      | Дени Ман         | Лако Николић         |
| Дени      | Меди Тејлор      | Владимир Алексић     |
| Роси      | Ника Футерман    | Ана Маљевић          |
| Марија    | Мишел Мурдока    | Анђелика Симић       |
| О'Тул     | Фергал Рајли     | Љубомир Бандовић     |